# Andreas Krell
Andreas Joachim Krell (1º de agosto de 1962, Berlim -) é um jurista alemão com atuação no Brasil. Em 2017, recebeu o título de "Cidadão honorário de Alagoas". É Professor Titular de Direito Ambiental e Constitucional da Universidade Federal de Alagoas (UFAL, Maceió - desde 1995), onde leciona nos Cursos de Graduação e Mestrado em Direito. Desde 1996, é professor colaborador permanente do Programa de Pós-Graduação em Direito (Mestrado/Doutorado) da Faculdade de Direito do Recife (UFPE).  
Em 2022, atuou como um dos especialistas em defesa da preservação ambiental na Comissão de Meio Ambiente do Senado Federal. 
Na jurisprudência do Supremo Tribunal Federal (STF) foi citado repetidamente pelos ministros Celso de Melo, Gilmar Mendes e Eros Grau.

## Biografia
Em 1986 graduou-se em Ciências Jurídicas, pela Universidade Livre de Berlim (Freie Universität Berlin). Pela mesma Universidade, concluiu o doutorado em Ciências Jurídicas em 1993, tendo como orientador Christoph Müller. Em sua tese de doutorado, Andreas Krell analisou a estrutura normativa do Brasil sobre a proteção ambiental e urbanística na competência dos municípios brasileiros. Na fase final de seu doutorado, Andreas Krell foi contratado como Assistente Científico na Universidade Livre de Berlim (1992-1993).
Com interesse pelas discussões jurídicas brasileiras, Andreas Krell passou a atuar como Professor Visitante em Dedicação Exclusiva na Faculdade de Direito da Universidade Federal do Rio Grande do Sul (UFRGS) entre 1994 e 1995. Nesta fase, lecionou matérias de Direito Ambiental e Direito Municipal, produzindo pesquisas relevantes nestas áreas.
Em 1996, Andreas Krell foi convidado a participar como Professor Colaborador do Programa de Pós-graduação em Direito da Universidade Federal - função que desempenha até os dias atuais.
Entre 1995 e 1999, também atuou como Professor Visitante da Faculdade de Direito da Universidade Federal de Alagoas. E, a partir de 1999, na mesma instituição, passou a atuar como Professor Adjunto. Em 2008, foi promovido ao cargo de Professor Associado. Em 2019, tornou-se o Professor Titular de Direito Ambiental e Constitucional da UFAL, cargo máximo da carreira do magistério superior.
Suas pesquisas iniciais converteram-se em diversos artigos e três livros: "Direitos Sociais e Controle Judicial no Brasil e na Alemanha - os (des)caminhos de um Direito Constitucional "comparado" (Editora Sergio Fabris, 2002); O Município no Brasil e na Alemanha: Direito e Administração Pública comparados (Edições Loyola, 2003); Discricionariedade administrativa e proteção ambiental (Livraria do Advogado, 2004).
Andreas Krell foi o primeiro Coordenador do Curso de Mestrado em Direito da UFAL (2004/06), voltando ao cargo no mandato 2019/2023. Foi eleito também duas vezes Diretor da Faculdade de Direito da UFAL (2006-2014), tornando-se o primeiro europeu a ocupar tais funções.
Atualmente é consultor da Coordenação de Aperfeiçoamento de Pessoal de Nível Superior e pesquisador bolsista do CNPq (PQ - nível 1A). É autor de diversos livros e artigos de direito ambiental, constitucional, administrativo e em Teoria do Direito.

## Obras
Andreas Krell é autor de diversas obras publicadas, notoriamente no campo do Direito Ambiental e Constitucional, além de Teoria do Direito. Em 09 de março de 2023, consta no Google Acadêmico que os trabalhos acadêmicos de Andreas Krell foram referenciados em cerca de 1.954 citações em outras publicações - sendo um dos juristas mais citados atualmente. Dentre suas principais produções, destacam-se:  

### Livros
- KRELL, Andreas J.; LINS JR., G. S. (Org.) ; DANTAS, J. J. (Org.) . A pandemia do Coronavírus sob a ótica do Direito: desafios e transformações em pauta. 1. ed. Maceió: EdUfal, 2021. v. 1. 104p .
- KRELL, Andreas J.; et al (Org.) . Código Florestal comentado: doutrina, legislação e jurisprudência à luz da Lei federal n. 12.651/12. 1. ed. Rio de Janeiro: Lumen Juris, 2020. v. 1. 232p.
- KRELL, Andreas J.; BAGGENSTOSS, G. A. (Org.) ; PESSANHA, V. V. (Org.) . Hermenêutica jurídica. 1. ed. Florianópolis: CONPEDI, 2018. v. 1. 322p .
- KRELL, Andreas J.; BASTOS, D. A. (Org.) . A Convenção Americana sobre Direitos Humanos: eficácia e efetividade de suas normas no direito brasileiro. 1. ed. Maceió: Edufal, 2018. v. 1. 212p .
- KRELL, Andreas J.; SANTOS, G. F. (Org.) ; TEIXEIRA, J. P. A. (Org.) ; ARAUJO, M. L. C. (Org.) . A interpretação/aplicação do Direito no Brasil: em busca de um padrão hermenêutico para a Constituição de 1988. 1. ed. Recife: APPODI, 2017. v. 1. 1200p .
- KRELL, Andreas J.. Discricionariedade administrativa e conceitos jurídicos indeterminados - Limites do controle judicial no âmbito dos interesses difusos. 2. ed. Porto Alegre: Livraria do Advogado, 2013. v. 1. 200p .
- KRELL, Andreas J.. Desenvolvimento sustentável às avessas nas praias de Maceió: a liberação de espigões pelo novo Código de Urbanismo e Edificações. 1. ed. Maceió: edUFAL, 2008. v. 1. 155p .
- KRELL, Andreas J.. Leis de normas gerais, regulamentação do Poder Executivo e cooperação intergovernamental em tempos de Reforma Federativa. 1. ed. Belo Horizonte: Fórum, 2008. v. 1. 155p .
- KRELL, Andreas J.; et al (Org.) . A aplicação do Direito Ambiental no Estado federativo. Rio de Janeiro: Lumen Juris, 2005.
- KRELL, Andreas J.. Discricionariedade administrativa e proteção ambiental. 1. ed. Porto Alegre: Livraria do Advogado, 2004. v. 1.
- KRELL, Andreas J.. O Município no Brasil e na Alemanha: Direito e Administração Pública comparados. 1. ed. Sao Paulo: Oficina Municipal/ Edicoes Loyola, 2003. v. 1.
- KRELL, Andreas J.. Direitos Sociais e Controle Judicial no Brasil e na Alemanha - os (des)caminhos de um Direito Constitucional "comparado". 1. ed. Porto Alegre: Sergio Antonio Fabris Editor, 2002.
- KRELL, Andreas J.. "Kommunaler Umweltschutz In Brasilien - Juristische Rahmenbedingungen Und Praktische Probleme". Frankfurt am Main - Alemanha: Peter Lang, 1993.

### Artigos (selecionados)
- (com Pedro de Oliveira Alves). Zonas de autarquia na argumentação jurídica do STF. REVISTA DIREITO E PRÁXIS, v. 13, p. 2444-2470, 2022.
- Superação da divisão rígida entre as dimensões do Ser e do Dever-ser no Direito através da ressignificação dos valores. RECHTD - REVISTA DE ESTUDOS CONSTITUCIONAIS, HERMENÊUTICA E TEORIA DO DIREITO, v. 13, p. 211-226, 2021.
- (com Carlos Henrique Gomes da Silva). Por uma concepção neoconstitucional da cidadania: da cidadania política à cidadania social e jurídica. Revista Direitos Sociais e Políticas Públicas - UNIFAFIBE,  v. 9, p. 103-135, 2021.
- The reduced normative programming of environmental protection laws in Brazil and their poorly organized methodically interpretation. REVISTA BRASILEIRA DE DIREITO ANIMAL (ONLINE), v. 15, p. 3-17, 2020.
- (com Pedro de Oliveira Alves). Responsabilidade democrática como pressuposto de uma teoria da interpretação: discussão em torno da ADI 4983/CE. Revista Estudos Institucionais, v. 4, p. 672-699, 2018.
- (com Raíi Moraes Sampaio de Paiva) Hermenêutica jurídica e uso deficiente de métodos no contexto da aplicação do Direito no Brasil. DIREITOS FUNDAMENTAIS & JUSTIÇA, v. 37, p. 185-218, 2017.
- (com Douglas de Assis Bastos). O Estado de Coisas Inconstitucional como ativismo dialógico-estrutural para concretização de direitos fundamentais: limites para o controle judicial de políticas penitenciárias. Revista Direito & Paz, v. 37, p. 293-308, 2017.
- A hermenêutica ontológica de Martin Heidegger, o seu uso da linguagem e sua importância para a área jurídica. REVISTA BRASILEIRA DE ESTUDOS POLÍTICOS, v. 113, p. 101-147, 2016.
- Die normative Ausgestaltung des brasilianischen Umweltrechtes und die Hauptprobleme seiner methodisch abgesicherten Anwendung: auf dem Weg zu einer produktiveren Dogmatik. Jahrbuch des Offentlichen Rechts der Gegenwart, v. 62, p. 693-712, 2014.
- Entre desdém teórico e aprovação na prática: os métodos clássicos de interpretação jurídica. Revista Direito GV, v. 19, p. 295-320, 2014.
- "As dificuldades de teorias pré-hermenêuticas com o Direito do Estado Social moderno". Revista do Mestrado em Direito (UFAL), v. 3, p. 11-48, 2008.
- "A recepção das teorias alemãs sobre `conceitos jurídicos indeterminados´ e o controle da discricionariedade no Brasil". Interesse Público, porto Alegre, v. 23, p. 21-49, 2004.
- "Concretização do Dano Ambiental - Algumas Objeções À Teoria do Risco Integral". Revista de Informação Legislativa, Brasília - Senado Federal, v. 139, p. 23-37, 1998.
- "Diferenças do Conceito, Desenvolvimento e Conteúdo da autonomia municipal na Alemanha e no Brasil". Revista de Informação Legislativa, Brasília - Senado Federal, v. 128, p. 107-125, 1995.